# Gambit
Gambit – otwarcie szachowe, w którym gracz poświęca bierkę (w szczególnych sytuacjach dwie lub więcej) w zamian za uzyskanie większej aktywności figur. W większości gambitów poświęca się piona, lecz znane są również bardziej ryzykowne, które polegają na oddaniu skoczka lub gońca.
Poprawne gambity wykorzystują przynajmniej dwie z trzech poniższych metod uzyskiwania lepszej pozycji:
- tempo – przeciwnik traci jeden ruch na zbicie poświęconej bierki. Jeśli bije figurą, zazwyczaj musi stracić kolejny ruch na jej przestawienie, ponieważ gambitowe bierki poświęca się na polach, na których figury przeciwnika nie są bezpieczne lub są mało użyteczne. Strata tempa następuje również w przypadku, gdy pion przeciwnika po zbiciu dwóch pionów (w tym jednego gambitowego) sam pada ofiarą rozwijającej się figury.

- aktywność – bijąca bierka jest odciągana z aktywnej pozycji, co umożliwia bierkom gracza zajęcie pól, które bez poświęcenia nie byłyby dostępne. W niektórych przypadkach utrata własnego piona ułatwia rozwój figur, zwłaszcza wież lub gońców, które zajmują aktywne pozycje w otwartych kolumnach lub diagonalach.

- destrukcja – kosztem piona lub figury gracz stosujący gambit osłabia pozycję przeciwnika, na przykład eksponuje pozycję jego króla lub nie dopuszcza do roszady. W mniej spektakularnych przypadkach poświęcenie piona rozbija strukturę pionów przeciwnika, powodując istotne słabości pozycyjne w jego obozie.

Niektóre gambity dają przeciwnikowi możliwość wyboru – nieprzyjęcie ofiary nie prowadzi w nich do gorszej pozycji. W innych najlepszą obroną jest przyjęcie ofiary i oddanie przewagi materialnej w późniejszej fazie gry. Taką taktykę polecał Emanuel Lasker, który znalazł, między innymi, skuteczną obronę przeciwko gambitowi Evansa. Dotyczy to głównie znanych, sprawdzonych gambitów, które teoria uznaje za poprawne. W praktyce spotyka się również bardziej ryzykowne, mniej sprawdzone gambity, skuteczne przeciw słabszym szachistom, w których jednak bardziej doświadczony gracz może utrzymać przewagę materialną, stopniowo niwelując uzyskaną przez przeciwnika inicjatywę.
Słowo gambit jest pochodzenia włoskiego: gambetto znaczy dosłownie nóżka, zaś zwrot dare il gambetto – podstawić nóżkę. Po raz pierwszy użyte zostało przez Ruy Lópeza w roku 1561.

## Wybrane gambity
| gambit budapeszteński | 1.d4 Sf6 2.c4 e5                                |
| gambit Blumenfelda    | 1.d4 Sf6 2.c4 e6 3.Sf3 c5 4.d5 b5!?             |
| gambit Englunda       | 1.d4 e5!?                                       |
| gambit Evansa         | 1.e4 e5 2.Sf3 Sc6 3.Gc4 Gc5 4.b4                |
| gambit Froma          | 1.f4 e5                                         |
| gambit hetmański      | 1.d4 d5 2.c4                                    |
| gambit królewski      | 1.e4 e5 2.f4                                    |
| gambit łotewski       | 1.e4 e5 2.Sf3 f5!?                              |
| gambit północny       | 1.e4 e5 2.d4 e:d4 3.c3 d:c3 4.Gc4!? c:b2 5.G:b2 |
| gambit słonia         | 1.e4 e5 2.Sf3 d5                                |
| gambit Stauntona      | 1.d4 f5 2.e4!?                                  |
| gambit środkowy       | 1.e4 e5 2.d4 e:d4 3.Gc4                         |
| gambit wołżański      | 1.d4 Sf6 2.c4 c5 3.d5 b5!?                      |
| kontrgambit Albina    | 1.d4 d5 2.c4 e5                                 |